# 恆春鎮
22°00′14″N 120°44′50″E / 22.003858°N 120.747299°E
恆春鎮隸屬於臺灣屏東縣，位於恆春半島南端，是臺灣本島最南端的行政區。東北鄰滿州鄉，西北接車城鄉，東臨太平洋（菲律賓海），西臨台灣海峽（南海），南臨巴士海峽（呂宋海峽），境內的鵝鑾鼻燈塔為臺灣本島最南端。
恆春鎮舊稱「瑯嶠」、「琅」，係音譯自排灣語 ，根據牡丹鄉耆老華阿財澄清，Ljungkiaw南排族語意思為合歡樹（恆春原生，確切物種名待確認）；而非蘭花，舊時曾為琅𤩝十八社。在1874年發生牡丹社事件後，沈葆楨奏請清廷在此地築城牆並立縣，是屏東地區最早的縣治，並因此地氣候溫暖四季如春，將其改名為「恆春」。福建籍上書房總師傅蔡新曾受嘉慶賀壽匾題，「綠野恆春」四字，許為追念同鄉耆老。
每年約九月到次年三月，來自西伯利亞的季風順著高聳的中央山脈向南吹，到了恆春半島時由於山脈陡降，季風順著地形加速吹向海洋，形成了風勢強勁的「落山風」。由於陽光充足加上強烈乾熱的落山風，造就了適合栽種的洋蔥盛產。此外恆春在1901年引進了瓊麻，用以製造繩索、麻袋等民生用品，在日治時代的殖民經濟上佔有重要地位，曾博得「東洋之光」的美名，雖然現已沒落，但瓊麻也成了恆春的標誌。

## 歷史
舊稱「瑯嶠」另有寫做「郎嶠」、「瑯𤩝」等。荷蘭人則有記做「Lonkiauw」、「Lonckjau」、「Lonckijou」等。1875年（光緒元年）設城時，取當地常春的氣候稱之「恒春」。此外，恆春城所在地另有一個古名為「猴洞」。
清治時期光緒元年（1875）設恒春縣，故留有恒春縣城。日治時期為高雄州恒春郡郡治，設恒春街。戰後改制為屏東縣恒春鎮至今。墾丁國家公園大部均在本鎮境內，並以鎮內地名「墾丁寮」命名，墾丁寮聚落所在之墾丁大街目前仍為遊客觀光之餘休憩用餐之處。
2008年電影《海角七號》以本鎮為舞台，唯片中所提及之地名「恒春郡海角七番地」為虛構，實際上本鎮歷史上並無任何與「海角」有關的地名或行政區劃。

## 地理

### 氣候
恆春依柯本氣候分類法定義屬熱帶季風氣候，終年氣候溫和，溫差較小。雨季主要分布于5到10月。
| 恆春（平均數據1991～2020年，極端數據1897～2021年更新中） | 恆春（平均數據1991～2020年，極端數據1897～2021年更新中） | 恆春（平均數據1991～2020年，極端數據1897～2021年更新中） | 恆春（平均數據1991～2020年，極端數據1897～2021年更新中） | 恆春（平均數據1991～2020年，極端數據1897～2021年更新中） | 恆春（平均數據1991～2020年，極端數據1897～2021年更新中） | 恆春（平均數據1991～2020年，極端數據1897～2021年更新中） | 恆春（平均數據1991～2020年，極端數據1897～2021年更新中） | 恆春（平均數據1991～2020年，極端數據1897～2021年更新中） | 恆春（平均數據1991～2020年，極端數據1897～2021年更新中） | 恆春（平均數據1991～2020年，極端數據1897～2021年更新中） | 恆春（平均數據1991～2020年，極端數據1897～2021年更新中） | 恆春（平均數據1991～2020年，極端數據1897～2021年更新中） | 恆春（平均數據1991～2020年，極端數據1897～2021年更新中） |
| 月份                                                     | 1月                                                      | 2月                                                      | 3月                                                      | 4月                                                      | 5月                                                      | 6月                                                      | 7月                                                      | 8月                                                      | 9月                                                      | 10月                                                     | 11月                                                     | 12月                                                     | 全年                                                     |
| -------------------------------------------------------- | -------------------------------------------------------- | -------------------------------------------------------- | -------------------------------------------------------- | -------------------------------------------------------- | -------------------------------------------------------- | -------------------------------------------------------- | -------------------------------------------------------- | -------------------------------------------------------- | -------------------------------------------------------- | -------------------------------------------------------- | -------------------------------------------------------- | -------------------------------------------------------- | -------------------------------------------------------- |
| 历史最高温 °C（°F）                                      | 32.2 (90.0)                                              | 32.4 (90.3)                                              | 34.2 (93.6)                                              | 35.8 (96.4)                                              | 37.1 (98.8)                                              | 36.4 (97.5)                                              | 35.6 (96.1)                                              | 35.3 (95.5)                                              | 36 (97)                                                  | 34.1 (93.4)                                              | 33.8 (92.8)                                              | 32.5 (90.5)                                              | 37.1 (98.8)                                              |
| 平均高温 °C（°F）                                        | 24.4 (75.9)                                              | 25.5 (77.9)                                              | 27.3 (81.1)                                              | 29.5 (85.1)                                              | 31.2 (88.2)                                              | 31.8 (89.2)                                              | 32.1 (89.8)                                              | 31.8 (89.2)                                              | 31.3 (88.3)                                              | 29.7 (85.5)                                              | 27.8 (82.0)                                              | 25.1 (77.2)                                              | 29 (84)                                                  |
| 日均气温 °C（°F）                                        | 21.1 (70.0)                                              | 21.7 (71.1)                                              | 23.3 (73.9)                                              | 25.4 (77.7)                                              | 27.3 (81.1)                                              | 28.4 (83.1)                                              | 28.7 (83.7)                                              | 28.3 (82.9)                                              | 27.8 (82.0)                                              | 26.5 (79.7)                                              | 24.7 (76.5)                                              | 22.2 (72.0)                                              | 25.5 (77.9)                                              |
| 平均低温 °C（°F）                                        | 18.6 (65.5)                                              | 19 (66)                                                  | 20.5 (68.9)                                              | 22.6 (72.7)                                              | 24.5 (76.1)                                              | 25.8 (78.4)                                              | 26 (79)                                                  | 25.6 (78.1)                                              | 25.1 (77.2)                                              | 24.1 (75.4)                                              | 22.5 (72.5)                                              | 20 (68)                                                  | 22.9 (73.2)                                              |
| 历史最低温 °C（°F）                                      | 8.4 (47.1)                                               | 9.8 (49.6)                                               | 10.4 (50.7)                                              | 14.7 (58.5)                                              | 17.1 (62.8)                                              | 18.6 (65.5)                                              | 19.4 (66.9)                                              | 19.5 (67.1)                                              | 18.7 (65.7)                                              | 16 (61)                                                  | 12.7 (54.9)                                              | 9.5 (49.1)                                               | 8.4 (47.1)                                               |
| 平均降雨量 mm（）                                        | 21.8 (0.86)                                              | 23.2 (0.91)                                              | 16 (0.6)                                                 | 35.2 (1.39)                                              | 146.6 (5.77)                                             | 350.7 (13.81)                                            | 391.3 (15.41)                                            | 533.4 (21.00)                                            | 320.3 (12.61)                                            | 125.3 (4.93)                                             | 58.3 (2.30)                                              | 29 (1.1)                                                 | 2,051.1 (80.69)                                          |
| 平均降雨天数（≥ 0.1 mm）                                 | 5.1                                                      | 5                                                        | 3.2                                                      | 4.3                                                      | 9.4                                                      | 15                                                       | 15.8                                                     | 17.5                                                     | 13.5                                                     | 8.6                                                      | 4.7                                                      | 4                                                        | 106.1                                                    |
| 平均相對濕度（％）                                       | 70.8                                                     | 72                                                       | 71.8                                                     | 73.4                                                     | 76.1                                                     | 81.1                                                     | 80.5                                                     | 82.2                                                     | 77.7                                                     | 71.4                                                     | 70.5                                                     | 69.2                                                     | 74.7                                                     |
| 月均日照時數                                             | 163.7                                                    | 161.3                                                    | 194.3                                                    | 189.8                                                    | 193.1                                                    | 193.2                                                    | 210.3                                                    | 182.1                                                    | 180.1                                                    | 196.3                                                    | 174.6                                                    | 157.7                                                    | 2,196.5                                                  |
| 来源：                                                   |                                                          |                                                          |                                                          |                                                          |                                                          |                                                          |                                                          |                                                          |                                                          |                                                          |                                                          |                                                          |                                                          |

恆春半島包含恆春鎮、車城鄉、滿州鄉等。

### 人口
根據屏東縣恆春戶政事務所統計，2024年底恆春鎮戶數約1.2萬戶，人口約2.9萬人，鎮內人口最多與最少的里分別是山腳里與頭溝里，2024年底兩里人口分別為4,935人與479人；人口密度最高與最低的里分別是城北里與頭溝里，2024年底兩里人口密度分別為每平方公里10,491人與65人。恆春鎮人口的年齡構成中，0至14歲人口佔比有11.63%，15至64歲人口佔比70.46%，65歲以上人口則佔比17.92%。

## 政治

### 歷任鎮長
| 任次 | 姓名   | 黨籍       | 備註 |
| ---- | ------ | ---------- | ---- |
| 1    | 黃讚黃 |            |      |
| 2    | 黃讚黃 |            |      |
| 3    | 黃讚黃 |            |      |
| 4    | 尤啟祥 |            |      |
| 5    | 尤啟祥 |            |      |
| 6    | 林榮冠 |            |      |
| 7    | 龔新通 |            |      |
| 8    | 龔新通 |            |      |
| 9    | 戴坤霖 |            |      |
| 10   | 尤春共 |            |      |
| 11   | 戴坤霖 |            |      |
| 12   | 尤春共 | 中國國民黨 |      |
| 13   | 尤春共 | 中國國民黨 |      |
| 14   | 林金源 | 民主進步黨 |      |
| 15   | 葉明順 | 中國國民黨 |      |
| 16   | 葉明順 | 無黨籍     |      |
| 17   | 盧玉棟 | 無黨籍     |      |
| 18   | 盧玉棟 | 無黨籍     | 解職 |
| 18   | 許重慶 | 民主進步黨 | 代理 |
| 18   | 陳文弘 | 民主進步黨 | 補選 |
| 19   | 尤史經 | 中國國民黨 | 現任 |

### 鎮政組織
恆春鎮公所是恆春鎮最高層級的地方行政機關，在中華民國政府架構中為鎮自治的行政機關，同時負責執行縣政府及中央機關委辦事項。恆春鎮的自治監督機關為屏東縣政府。鎮長由全體鎮民直接選舉產生，任期為四年，可連選連任一次。恆春鎮公所並置鎮政會議，為鎮政最高決策機構，在鎮長之下，設有5課4室等9個內部單位及3個附屬機關。
恆春鎮民代表會是恆春鎮的最高民意機關，代表恆春鎮全體鎮民立法和監察鎮政。鎮民代表由公民直選選出，任期為四年，可連選連任。恆春鎮民代表會共有11位鎮民代表，分別為第一選區2席鎮民代表、第二選區3席鎮民代表、第三選區3席鎮民代表、第四選區3席鎮民代表，主席、副主席由11位鎮民代表互選產生。

### 行政區
現今東港鎮行政範圍的確立，來自於1920年，日本將臺灣十二廳改為五州二廳，設恆春庄屬高雄州恆春郡。恆春庄轄恆春、山腳、網紗、鼻子頭、鵝鑾鼻、貓子坑、虎頭山、大平頂、槺榔林、龍泉水、蟳廣嘴、大樹房、水泉等13個大字。1940年，恆春庄改制為「恆春街」。1945年，改為「恆春鎮」，屬高雄縣恆春區。1950年，調整行政區域，恆春鎮改隸新成立的屏東縣。恆春鎮的行政區劃轄有大光里、山海里、山腳里、仁壽里、水泉里、四溝里、南灣里、城北里、城西里、城南里、茄湖里、網紗里、德和里、墾丁里、頭溝里、龍水里、鵝鑾里等17里，共計272鄰。
| 恆春鎮行政區劃 |
|                |

## 公共服務

### 警政治安
- 屏東縣政府警察局恆春分局
  - 建民派出所
  - 仁壽派出所
  - 龍水派出所
  - 墾丁派出所

### 消防
- 屏東縣政府消防局第四大隊
  - 恆春分隊
  - 墾丁分隊

## 教育

### 高級中等學校
- 國立恆春高級工商職業學校

### 國民中學
- 屏東縣立恆春國民中學

### 國民小學

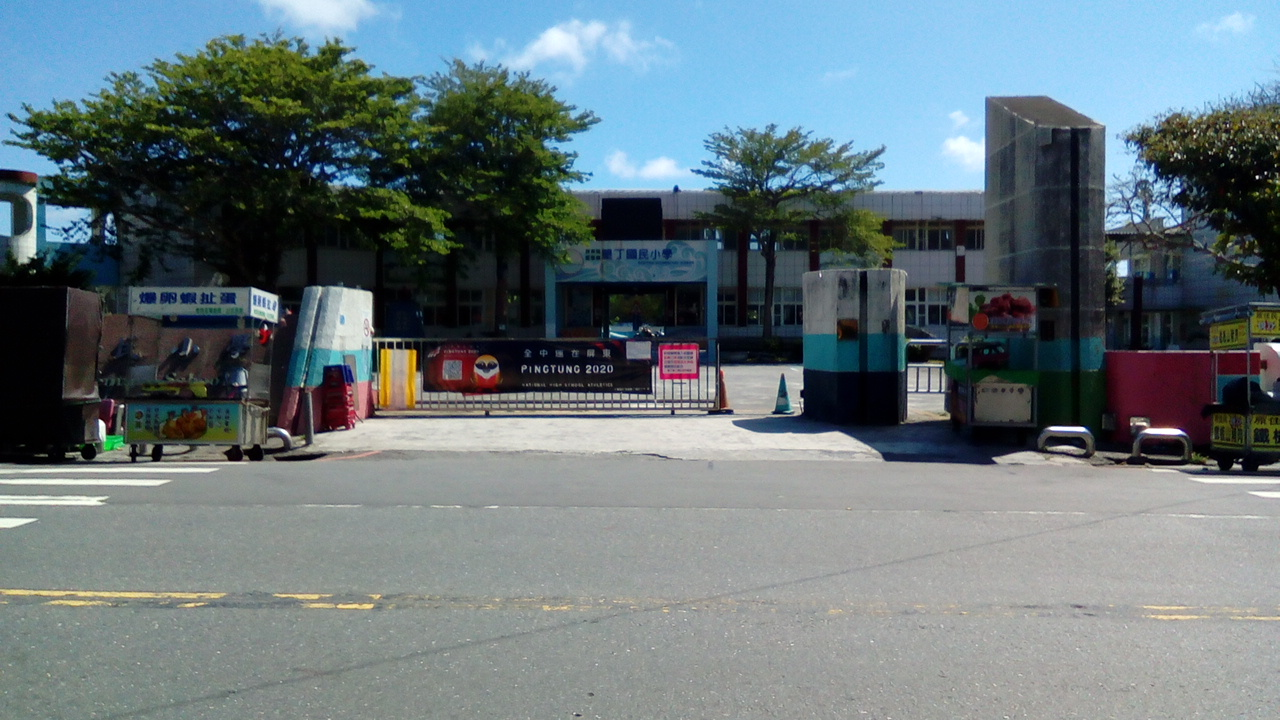
恆春鎮墾丁國民小學

- 屏東縣恆春鎮恆春國民小學(1896)：屏東縣恆春鎮城北里北門路39巷26號
  - 南灣分校：屏東縣恆春鎮南灣里南灣路仁愛巷87號
- 屏東縣恆春鎮墾丁國民小學(1923)：屏東縣恆春鎮墾丁里墾丁路65號
  - 鵝鑾分校：屏東縣恆春鎮鵝鑾里砂島路216號
  - 屏東縣恆春鎮墾丁國民小學社頂分班：屏東縣恆春鎮墾丁里社興路(裁撤)
- 屏東縣恆春鎮大平國民小學(1941)：屏東縣恆春鎮頭溝里頭溝路161號
- 屏東縣恆春鎮大光國民小學(1952)：屏東縣恆春鎮大光里大光路8-6號
- 屏東縣恆春鎮山海國民小學(1952)：屏東縣恆春鎮山海里山海路86號 1952龍泉國小山海分班1954龍泉國小山海分校1958遷至現址1968.11.1屏東縣恆春鎮山海國民小學2004.8.1大光國小山海分校2009.2.1恢復獨立設校
- 屏東縣恆春鎮水泉國民小學(1952)：屏東縣恆春鎮水泉里頂泉路1號
  - 龍泉分校(1907)：屏東縣恆春鎮龍水里草潭路171號1907.7恆春第二公學校1945龍泉國民學校2004水泉國小龍泉分校
- 屏東縣恆春鎮僑勇國民小學(1960)：今屏東縣恆春鎮城北里西門路146號
- 恆春尋常高等小學校(1905-1945)：屏東縣恆春鎮城南里天文路1號1905鳳山尋常高等小學校恆春分教場1908恆春尋常高等小學校1945廢校，原址今為恆春鎮公所

## 交通
昔日，恆春鎮內對外交通海運早期以大板埒（南灣）為主要港口，由此繞過鵝鑾鼻南端，北上台東。陸路則在1787年（乾隆52年），林爽文的同志敗退至尖山，為將軍福康安能弭平。這次的軍威行動，首次打通了通往瑯橋的道路，刺激了漢人的移墾。1877年（光緒3年），鮑復康開墾「楓港-卑南道」，由楓港經台東阿郎登開鑿通達卑南山路，亦即今日之南迴公路，或由恆春經滿州、九棚在港仔村東海岸過旭海，在鐵丁石轉往台東。近年則有台9號省道南迴公路之改善、屏鵝公路、佳鵝公路等和南迴鐵路的通車。
恆春地區長久以來仰賴台26線屏鵝公路出入，因墾丁國家公園與具有熱帶海洋氣候之故，在六至九月吸引大量遊客前往從事水上活動，每逢假日交通滯塞嚴重。政府計畫興建恆春線與屏南快速公路鐵路解決相關交通問題。

### 公路
省道
- 台26線

縣道
- 縣道200號

鄉道
- 屏151線
- 屏155線
- 屏157線
- 屏159線
- 屏166線

### 航空
- 恆春機場（五里亭機場）

立榮航空雖然過去每週兩班有從松山飛往恆春，但實際上從2014年9月至2019年5月28日，藉故天氣因素取消航班，實際為完全沒有排班飛航。
2019年5月28日，立榮航空停飛松山飛往恆春航班，至此恆春機場已完全沒有定期航班飛航。

### 客運
- 恆春轉運站

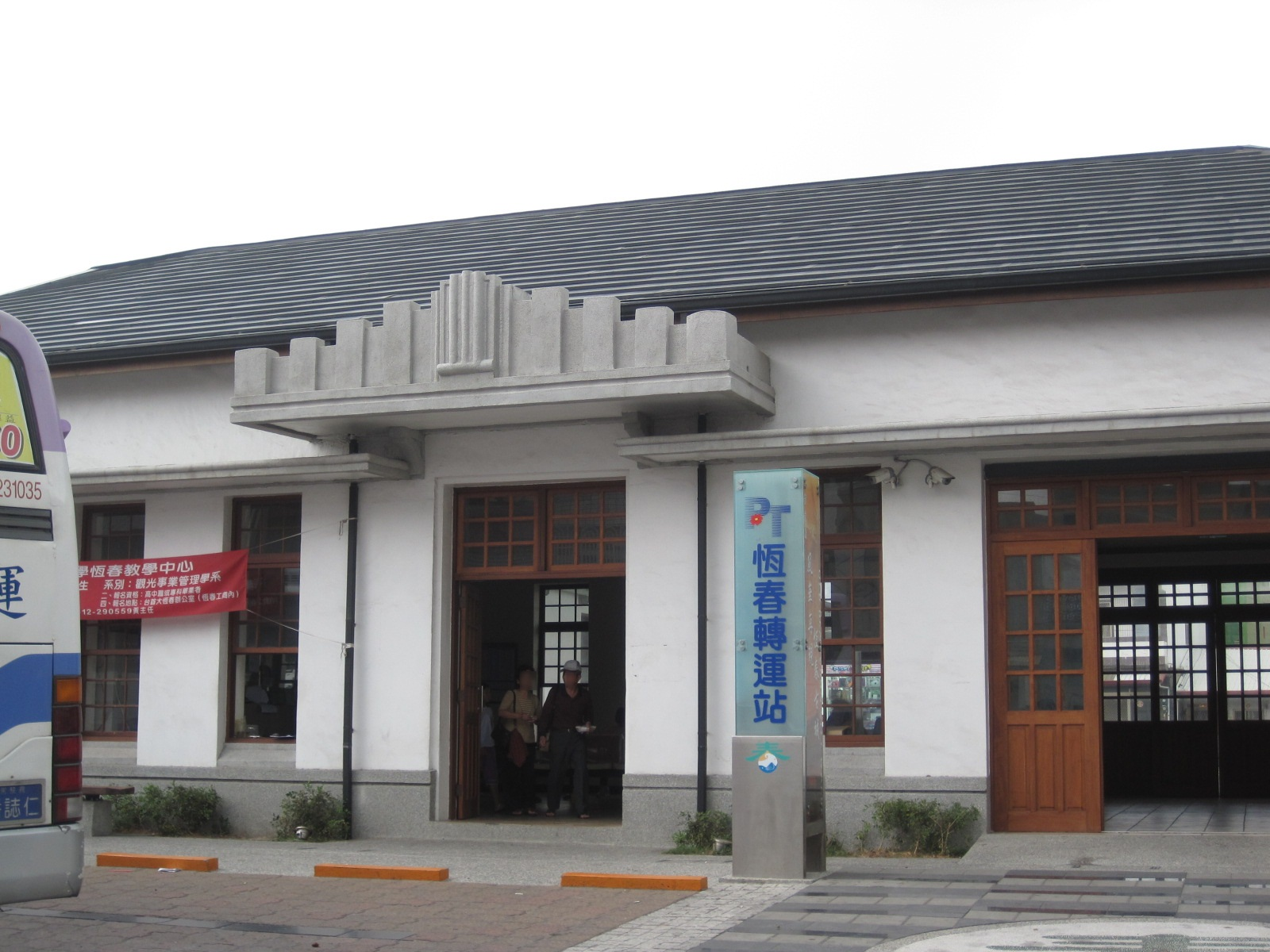
恆春轉運站（原恆春公會堂）

一、在恆春城中心，是恆春半島交通樞紐，可以從此轉運至滿州鄉、墾丁、鵝鑾鼻、及恆春各地方，唯班次少。

二、搭火車者，可在高雄火車站旁搭墾丁列車9117路線（來回各八班，末班車每日晚間十點半）經小港、林園、東港、林邊、枋寮、楓港、車城、恆春、鵝鑾鼻。

三、搭高鐵者，可在高鐵左營站前搭墾丁快線9188與9189路線(早上9點至晚上7點、每30分鐘一班)經林邊、枋寮、車城、南保力、恆春、南灣、墾丁。

四、搭飛機者，可在高雄航空站前搭墾丁列車9117路線，經小港、林園、東港、枋寮、海口、車城、南保力、恆春、南灣、墾丁。

五、屏東轉運站可搭8239路線（屏東客運行駛，每日來回三班）以及1773路線（國光客運行駛，每日來回五班）前往恆春，經屏東大學、麟洛、內埔、美和科技大學、潮州、新埤、枋寮、楓港、車城，終點站為恆春轉運站

### 海運
曾有船運班次來往高雄港至恆春的海口 ，不過已於2003年停駛。現在核三廠南方有後壁湖漁港及遊艇港，有金星三號、綠島之星三號客輪往返臺東縣蘭嶼，單趟航程約2小時，每年3月中旬至10月上旬開航，10至3月因東北季風強勁風浪大停航。

### 公共自行車YouBike2.0
YouBike2.0系統於2023年2月1日正式營運，截至2025年2月27日於恆春鎮內設置23處站點。

### 鐵路未來規劃
臺鐵公司
- 恆春線（規劃中）

## 旅遊

### 墾丁國家公園
墾丁國家公園位於台灣最南端，恆春半島之南側，三面環海，是台灣唯一同時涵蓋陸地與海域的國家公園。特殊的地形、豐饒的動植物資源及獨特的民情風俗，不僅是資源保育、研究、環境教育的自然博物館，更是國民休閒旅遊的聖地，園內擁有精緻而多變的雅景，如南仁湖、龍鑾潭、大小尖山、船帆石及風吹沙，使得墾丁於1982年九月成為台灣第一座公告成立的國家公園。
墾丁國家公園擁有豐富的自然資源，氣候溫暖，景色宜人且交通方便，每年吸引數百萬遊客前來體驗此種具有豐富的動植物生態環境，進而孕育了多樣化野生動物，諸如梅花鹿、台灣獼猴、灰面鷲，為墾丁美景增添了無窮生氣。觀星、聽濤，園區道及遊客中心，提供了知性、感性兼備的墾丁國家公園之旅。墾丁國家公園最特別的要屬多樣性的地質景觀，它紀錄著百萬年來地殼運動不斷的變動。陸地與海洋彼此交蝕，造就了墾丁高位珊瑚礁、海蝕地形、崩崖地形等獨特的地形景觀。包含砂灘、裙狀珊瑚礁，岩石海岸及石灰岩台地等。砂灘海岸分佈白砂、南灣、墾丁、小灣、沙島及風吹砂等地區；裙狀珊瑚礁分佈於西海岸及鵝鑾海岸沿岸地區；岩石分佈於佳樂水以北之東海岸地區；石灰岩台地分佈於沿海裙礁海岸之上側，例如大平頂、關山巖、貓鼻頭、社頂、墾丁森林遊樂區、鵝鑾鼻等。

### 恆春古城

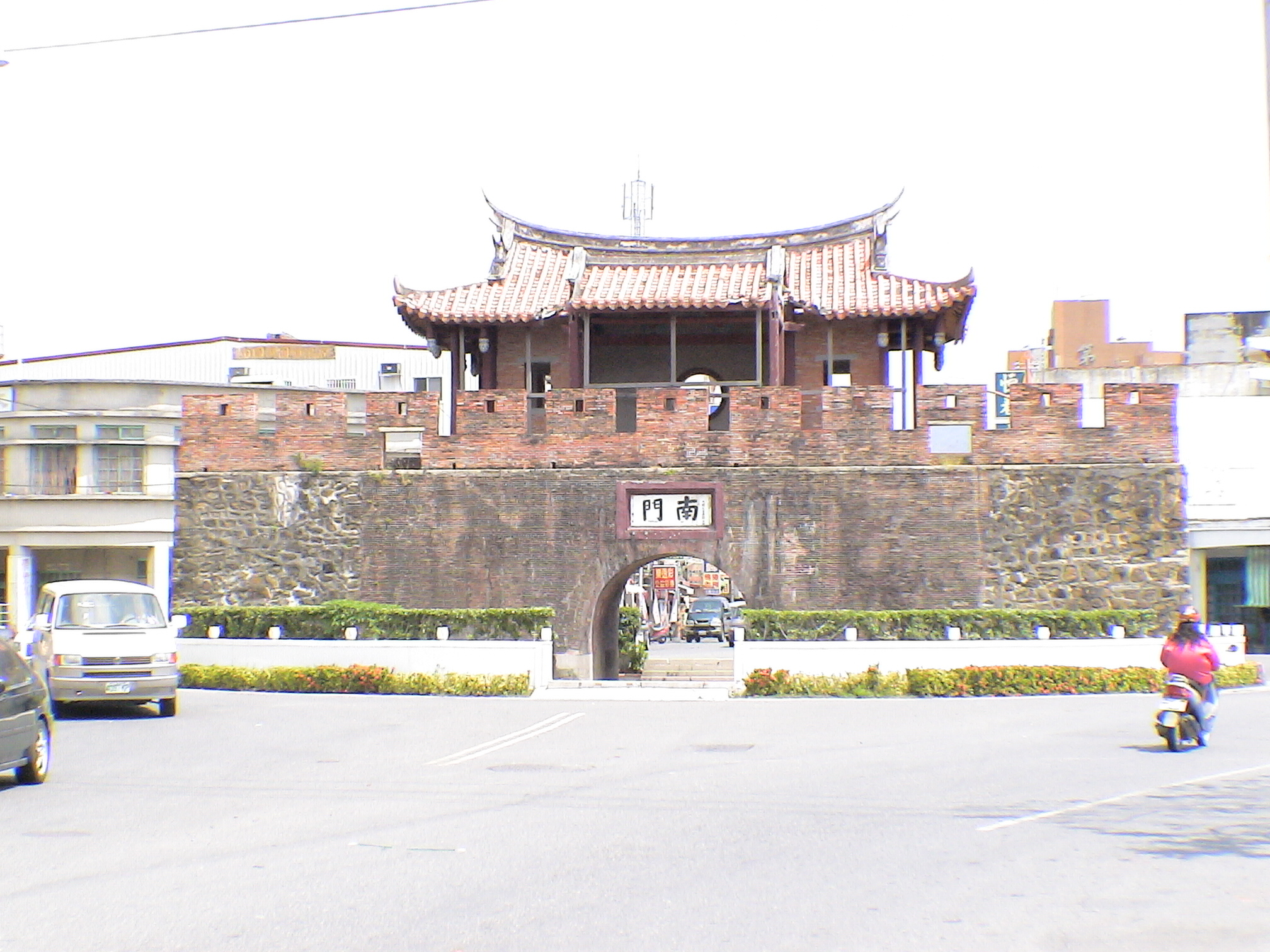
恆春古城門

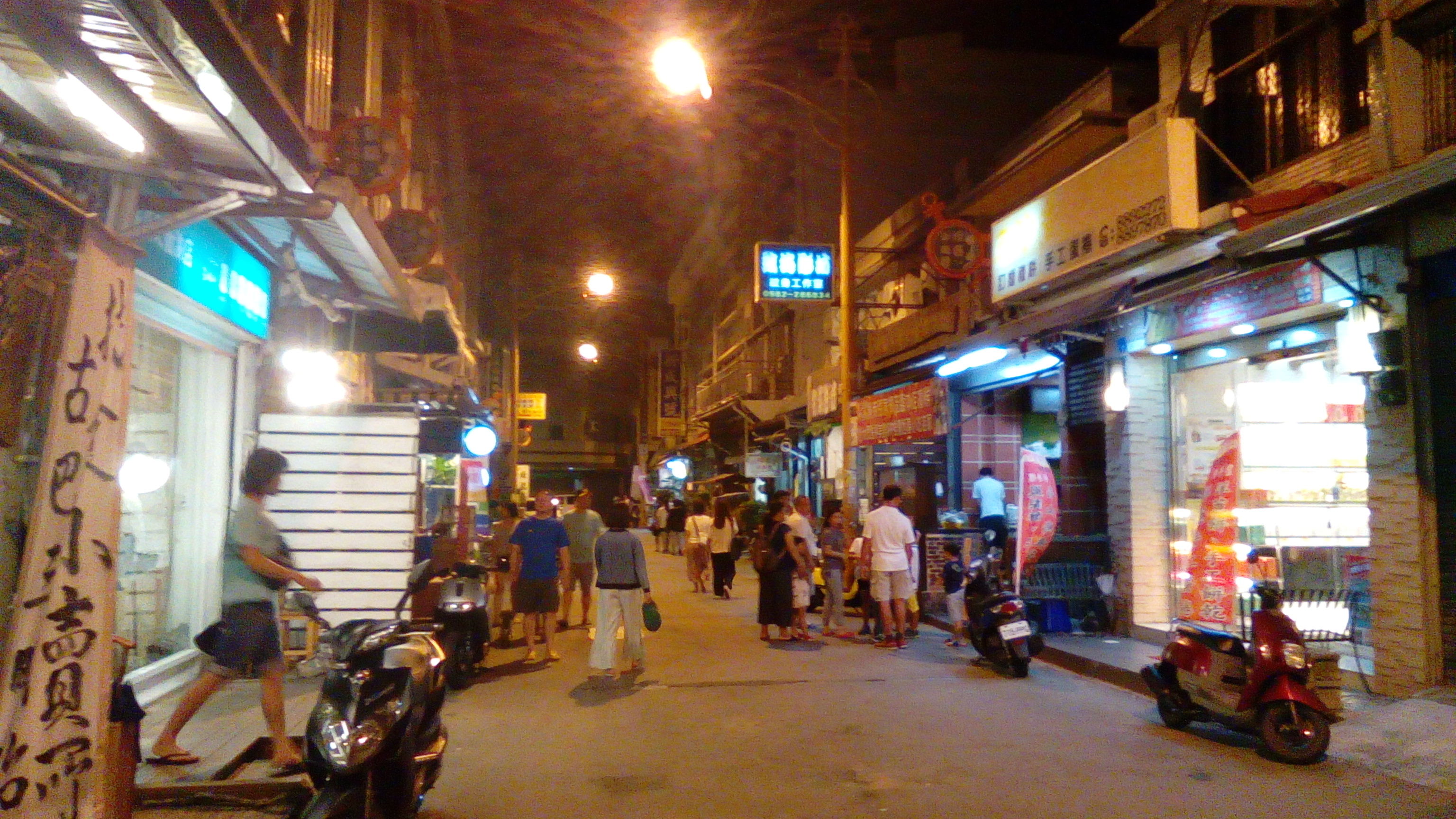
恆春古城魅力商圈

恆春古城建於清朝末年，清廷派欽差大臣沈葆楨來台治理，沈葆楨為加強海防，於是修築了城牆以及東西南北四座城門，城門上有砲台，城牆外有壕溝，是台灣唯一為了軍事防禦所建築的城池，也是台灣目前保留得最完整的古代城池。1935年台灣總督府依《史蹟名勝天然紀念物保存法》將恆春城指定為史蹟加以保存，現也被列為二級古蹟。百年來城牆多有毀損，現在以建築技巧上仿古老的工法和材料加以修復完成。2006年12月26日，在大地震中多處受損。

### 出火
恆春東門外因地下蘊藏天然氣，時而噴出滿佈砂礫的地面，經點火後形成一團團紅紅的火光，吸引不少遊人前往觀賞。由於天然氣不斷流動，出火口亦時有不同，火燄雖不是很大，但亦曾發生灼傷遊人事件，故到訪此地時要加倍小心。

### 海角七號拍摄地

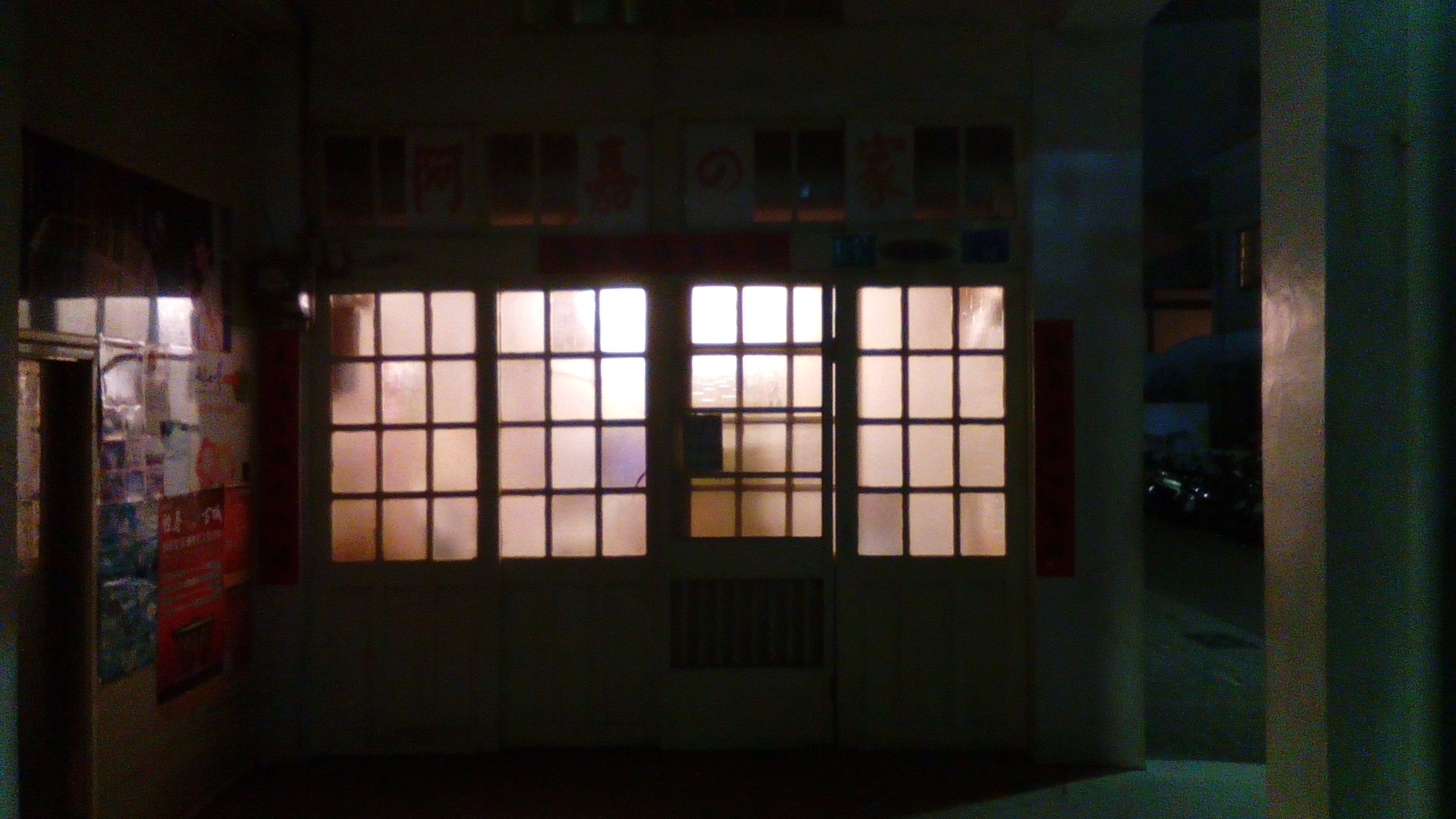
海角七號–阿嘉的家

恒春鎮是電影《海角七號》的主要拍攝場地，隨著電影《海角七號》的走紅，鎮內也保留著《海角七號》拍攝時主要場景，留作旅遊觀賞用途。因而在恒春鎮，花上一個下午的時間，穿梭於鎮內的大街小巷，尋找著當年電影拍攝時的一個個場景，瞭解風土人情，也是一個不錯的選擇。

### 恆春夜市

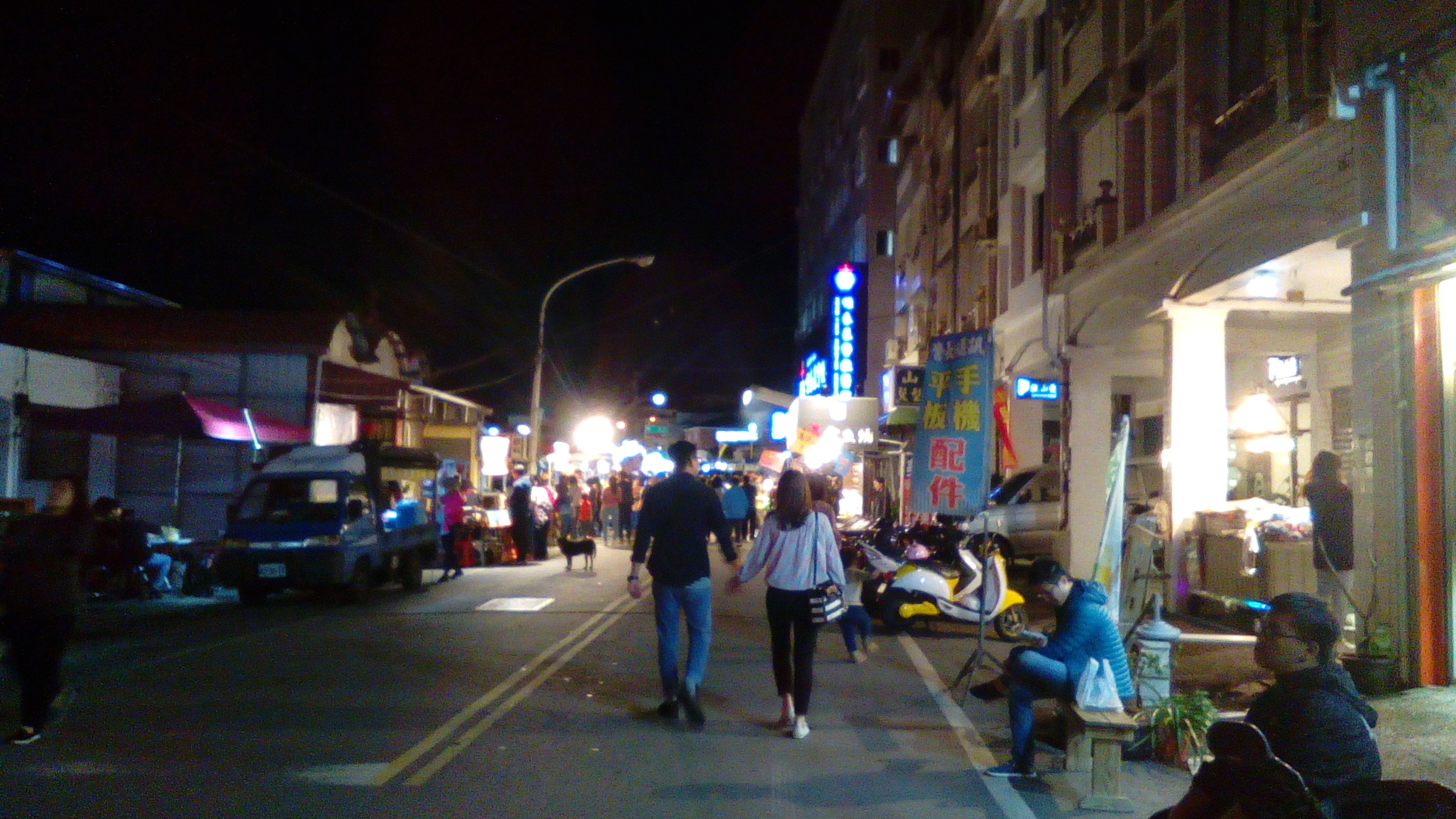
恆春夜市(非墾丁夜市)

位於恆西路上，恆春基督教醫院前，每周六日晚間17:00~23:00擺攤，攤數約200~300攤不等。

### 潮音寺
位於貓鼻頭的佛寺，供奉本師釋迦牟尼佛，也祭祀太平洋戰爭期間因船艦在巴士海峽被擊沉而身亡的日本與韓國人，每年8月2日日本遺族會前來祭祀。

### 福德廟 (高山巖福德宮)
位於關山的土地公廟，原為天然岩洞,因此神龕後方為天然石壁,廟的兩側還有十八羅漢洞與24孝山洞兩天然巖洞。於清乾隆五十九年(1794年)將巖洞以木材建造前牆廟門，正式建立福德祠。

## 特產
- 恆春三寶：瓊麻、港口茶、洋蔥
- 恆春三怪：落山風、檳榔、思想起
- 辣椒
- 芭蕉
- 瑯嶠米
- 牧草(狼尾草)

## 傳統小吃
- 鹹粿
- 大麵
- 綠豆蒜
- 紅龜粿
- 辣椒醬
- 洋蔥料理
- 蔥油餅
- 番薯粥

## 友好都市
- 日本北海道稚內市：於2023年11月28日簽署交流協定。[16]

## 發電廠
- 台灣電力公司第三核能發電廠

## 外部連結
- 恆春鎮公所 （页面存档备份，存于）
- YouTube上的恆春月琴民謠/陳英/平埔調/四葩
- Hot墾丁旅遊網 （页面存档备份，存于）